# Montese
Montese ist eine italienische Gemeinde (comune) mit 3307 Einwohnern (Stand 31. Dezember 2023) in der Provinz Modena in der Emilia-Romagna. 

## Geografie
Die Gemeinde liegt etwa 41,5 Kilometer südlich von Modena im toskanisch-emilianischen Apennin auf einer Höhe von 842 m s.l.m. Montese grenzt unmittelbar an die Metropolitanstadt Bologna. Der Fluss Panaro bildet die nordwestliche Gemeindegrenze. 

## Geschichte
Am 17. April 1945 konnten Truppen des Brasilianischen Expeditionskorps während der Frühjahrsoffensive in Italien der Alliierten die an der Gotenstellung liegende Gemeinde von der deutschen Besatzung befreien. Nahe Fortaleza (Bundesstaat Ceará) ist ein Ort in Erinnerung an dieses Ereignis nach Montese benannt.